# Sport Club Suzzara 1948-1949
Questa voce raccoglie le informazioni riguardanti lo Sport Club Suzzara nelle competizioni ufficiali della stagione 1948-1949.

## Rosa
| N. |                   | Ruolo | Calciatore       |
| -- | ----------------- | ----- | ---------------- |
|    | Italia (bandiera) | A     | G. Albinelli     |
|    | Italia (bandiera) | C     | Italo Allodi     |
|    | Italia (bandiera) | A     | A. Bertoni       |
|    | Italia (bandiera) | D     | Nello Caraffi    |
|    | Italia (bandiera) | C     | I. Catelli       |
|    | Italia (bandiera) | C     | N. Corradini     |
|    | Italia (bandiera) | A     | Alberto De Negri |
|    | Italia (bandiera) | A     | N. Franzini      |

| N. |                      | Ruolo | Calciatore              |
| -- | -------------------- | ----- | ----------------------- |
|    | Italia (bandiera)    | C     | S. Griffith             |
|    | Italia (bandiera)    | A     | G. Leoni                |
|    | Italia (bandiera)    | A     | Giuseppe Marmiroli (II) |
|    | Italia (bandiera)    | A     | G. Piccinini            |
|    | Argentina (bandiera) | C     | Víctor Pozzo            |
|    | Italia (bandiera)    | A     | N. Veronesi             |
|    | Italia (bandiera)    | C     | M. Zampiccini           |